# José García-Aranda
Pour les articles homonymes, voir José María García, José García (homonymie), García et Aranda.
José María García-Aranda Encinar (né le 3 mars 1956 à Madrid) est un ancien arbitre espagnol de football. Débutant en 1989, il fut arbitre FIFA en 1993 jusqu'en 2001. Il s'occupe actuellement des arbitres internationaux au sein de la FIFA.
Il arbitre notamment la rencontre AJ Auxerre contre Borussia Dortmund  en 1997, et sa décision de siffler faute pour refuser un but à l'attaquant auxerrois Lilian Laslandes, dont l'équipe finira pas perdre, fait l'objet de vifs débats depuis lors,,.

## Carrière
Il a officié dans des compétitions majeures :
- JO 1996 (2 matchs)
- Coupe UEFA 1996-1997 (finale retour)
- Coupe intercontinentale 1997
- Coupe du monde de football de 1998 (3 matchs, dont la demi-finale France - Croatie et le match d'ouverture)
- Supercoupe d'Espagne de football 1999 (finale aller)
- Euro 2000 (2 matchs)
- Coupe d'Espagne de football 1994-1995 (finale), 2000-2001 (finale)